# Biliard
Biliard – liczba o wartości: 1 000 000 000 000 000 =  1015. Termin biliard jest stosowany w nazewnictwie liczebników w skali długiej i nie ma swojego odpowiednika w skali krótkiej.
W krajach stosujących skalę krótką (głównie kraje anglojęzyczne) liczba 1015 nosi nazwę kwadrylion, tak jak 1024 w pozostałych krajach.
W układzie SI mnożnikowi 1015 odpowiada przedrostek jednostki miary peta o symbolu P, a jego odwrotności (jedna biliardowa) 10−15 odpowiada femto o symbolu f.